# Zimtenga
Zimtenga o Zimtanga è un dipartimento del Burkina Faso classificato come comune, situato nella Provincia di Bam, facente parte della Regione del Centro-Nord.
Il dipartimento si compone del capoluogo e di altri 40 villaggi: Bangrin, Bargo, Batanga, Bayendfoulgo, Bonda, Dénéon, Dougré, Douré, Gasdonka, Kalagré-Foulbé, Kalagré-Mossi, Kalagré-Rimaïbé, Kaokana-Peulh, Kargo, Kayon, Kiendyendé, Komsilga, Konkin Foulgo, Konkin Moogo, Loa, Minima, Moméné, Niniongo, Nordé, Paspanga, Pètakakisgou, Pissi, Rakoegtanga, Rolga, Romtanghin, Siguinvoussé, Singa-Mossi, Singa-Rimaïbé, Sissin, Songédin Yarcé, Tampèlga, Tankoulounga, Toéssin, Wattigué e Yalgatinga.